# Tămășeni, Neamț
Tămășeni (în maghiară Tamásfalva) este satul de reședință al comunei cu același nume din județul Neamț, Moldova, România.
Satul este situat la 2 km nord-est de orașul Roman.

## Etimologie
Numele satului are la bază antroponimul „Tamaș”, prenume des întâlnit în localitate, dar nu se cunoaște evenimentul care a dat naștere numelui localității.

## Istoric
Gheorghe I. Năstase, referindu-se la cele 6 sate în totalitate maghiare găsite de Marco Bandini la 1646 în zona Romanului: Tămășeni (în maghiară Tamásfalva, menționat de Bandini ca Thomasest), Adjudeni (Dsudai, Gsiuda falva), Răchiteni (Domafalva), Săbăoani (Szabófalva), Leucușăni (Lökösfalva, contopit cu Săbăoani), Tețcani (Steczkofalva), a menționat că acesta reprezenta la acea vreme nucleul maghiar al Ținutului Romanului. Însă, nucleul s-a mărit considerabil pe ambele maluri ale luncii Siretului în secolele al XVIII-lea și al XlX-lea cu satele: Cozmești, Mogoșești, Luncași, Hălăucești, Mircești, Ursărești, Traian și Sturza. În aceeași perioadă au apărut și satele maghiare din bazinul inferior al râului Moldova, precum: Corhana, Pildești, Gherăiești, Iugani, Barticești, Muncelu de Sus, Tupilați, David, Talpa, Breaza, Văleni și Bârgăoani.
Prima atestare documentară a satului datează din 12 octombrie 1449, când urmașii lui Alexandru cel Bun s-au luptat aici.

## Demografie
La recensământul populației din anul 1899 avea o populație de 1060 de locuitori, compusă din maghiari. Majoritatea locuitorilor din satul Tămășeni sunt de religie romano-catolică. 

## Personalități
- Iosif Păuleț (n. 1954), episcop romano-catolic de Iași